# Flic ou ninja
Pour plus de détails, voir Fiche technique et Distribution.
Flic ou ninja (Ninja Champion) est un film hongkongais réalisé par Godfrey Ho, sorti en 1985.

## Synopsis
Donald, agent d'Interpol, tente de détruire une filière de trafic de diamants à Hong Kong assistée par un clan de ninjas. Pendant ce temps, une jeune femme, Rose, cherche à prendre sa revanche auprès des malfrats qui l'ont fait violer.

## Fiche technique
- Titre : Flic ou ninja
- Titre original : Ninja Champion
- Réalisation : Godfrey Ho
- Scénario : Godfrey Ho
- Production : Betty Chan et Joseph Lai
- Musique : Inconnu
- Photographie : Raymond Chang
- Montage : Vincent Leung
- Pays d'origine : Hong Kong
- Format : Couleurs - 1,85:1 - Mono - 35 mm
- Genre : Action, Polar
- Durée : 87 minutes
- Date de sortie : 1985 (Hong Kong)

## Distribution
- Bruce Baron : Donald
- Pierre Tremblay : Maurice, le boss ninja
- Jack Lam : George
- Nancy Chang
- Richard Harrison : Richard
- James Chan
- Dragon Li
- John Wong
- Maria Cam
- Eliot Leung
- Jack Kim
- Hubert Cheng
- Colin Lee